# Моисеев, Анатолий Иванович
Анатолий Иванович Моисеев (2 февраля 1922 — неизвестно) — советский хоккеист, защитник.

## Биография
Воспитанник московского футбола и хоккея с мячом. В хоккей с шайбой играл за команды «Буревестник» Москва (1947/48), «Спартак» Минск (1949/50, 1952/53), «Спартак» Москва (1950/51 — 1951/52).
В первой группе класса «А» провёл три сезона (1950/51 — 1952/53).